# Smużka szara
Smużka szara (Sicista pseudonapaea) – gatunek ssaka z rodziny smużek (Sminthidae).

## Zasięg występowania
Smużka szara występuje w południowej części gór Ałtaj na północnych i południowych stokach Narynu pomiędzy rzeką Buktyrma a jeziorem Markaköl (wschodni Kazachstan); być może występuje w przylegającym północnym Sinciangu (północno-zachodnia Chińska Republika Ludowa).

## Taksonomia
Gatunek po raz pierwszy naukowo opisał w 1949 roku Jewgienij Strautman, nadając mu nazwę Sicista pseudonapaea. Holotyp pochodził z okolic Katon-Karagaju na północnych stokach Narynu we wschodnim Kazachstanie. 
S. pseudonapaea należy do północnej grupy gatunkowej. Wykryto istotną rozbieżność genetyczną między S. pseudonapaea i S. napaea. Autorzy Illustrated Checklist of the Mammals of the World uznają ten takson za gatunek monotypowy.

### Etymologia
- Sicista: etymologia niejasna, J.E. Gray nie wyjaśnił znaczenia nazwy rodzajowej; Palmer sugeruje, że nazwa ta pochodzi od tatarskiego słowa sikistan, oznaczającego „stadną mysz”, bazując na opisie Pallasa[9]. Sam Pallas jednak wymienia nazwę tatarską dshilkis-sitskan („Dʃhilkis-Sitʃkan”), gdzie dshilkis to „stadny, żyjący w stadzie, gromadny” (łac. gregalis), natomiast sitskan to „mysz” (łac. mus, muris)[10], por. w jedenastowiecznym słowniku Mahmuda z Kaszgaru:  yılkı „stado” i sıçgan „mysz”[11].
- pseudonapaea: gr. ψευδος pseudos „fałszywy”; epitet gatunkowy Sicista napaea Hollister, 1912[12].

## Morfologia
Długość ciała (bez ogona) 65–77 mm, długość ogona 82–102 mm, długość ucha 12–18 mm, długość tylnej stopy 12–17 mm; masa ciała 10–13,3 g. 

## Biologia
Gryzoń ten jest spotykany na łąkach, obszarach porośniętych krzewami i w widnych górskich lasach modrzewiowych (górskiej tajdze), na wysokościach od 1000 do 2000 m n.p.m.
Smużka szara jest aktywna o zmroku, prowadzi samotny tryb życia. Żywi się bezkręgowcami i nasionami. Zimą hibernuje, rozmnaża się raz w roku.

## Populacja
Gryzoń ten zamieszkuje ograniczony obszar (niewiele więcej niż 20 tysięcy kilometrów kwadratowych), nie jest pospolity. Bardzo niewiele wiadomo o zmianach liczebności jego populacji i potencjalnych zagrożeniach. Międzynarodowa Unia Ochrony Przyrody rekomenduje dodatkowe badania nad środowiskiem życia, ekologią i możliwościami ochrony tego gatunku; aktualnie nie ma wystarczających danych, aby przydzielić mu którąś z kategorii zagrożeń.